# Journey (MEGのアルバム)
『Journey』（ジャーニー）は、2009年8月26日に発売されたMEGのミニアルバム。

## 概要
- 前作までの中田ヤスタカのプロデュースを離れ、中国系アメリカ人クリエイター、デイブ・リアンのソロプロジェクト「THE SHANGHAI RESTORATION PROJECT」をプロデューサーに迎えたミニアルバムである。
- 本作はユニクロとiTunesとの共同企画によって、「旅」をコンセプトに製作されている。
- 初回限定版にはフォトブックレットが付属する。
- iTunes Music Storeでは1週間前の8月19日から全曲が先行配信されている。
- このアルバムの発売を記念して、2009年8月10日、Apple Store Shibuyaにてインストアライブが行われた(MEGのボーカルと、プロデューサーであるデイブ・リアンのキーボードのみの構成)。ここでは、アルバムより「Droplets」「Just Like That」が披露されたほか、この日のみのアレンジによる「OK」「BEAUTIFUL」も演奏され、全部で4曲のステージとなった。

## 収録曲

### CD
1. Droplets
  - オリエンタルなメロディーにエレクトリック・ピアノの音が融合したレトロ・ポップ。PVも作成されている。
2. Questions
3. Rush
  - 日本の地名（新幹線の駅名）をシャウトしている。
4. Dreamscape
5. Just Like That
6. Journey
  - 近年の彼女の楽曲には珍しい生声を使用している。
  - 「Dawn（Remix）」を除くアルバムオリジナル曲唯一の日本語詞の楽曲。
7. Dawn (Remix)
  - 7thシングル「DAWN」のデイブ・リアンによるリミックス。